# Saint-Martin (Valais)
Saint-Martin – miejscowość i gmina (commune) w południowej Szwajcarii, w kantonie Valais, w okręgu (district) Hérens. Leży nad rzeką Borgne.

## Demografia
W Saint-Martin mieszka 837 osób. W 2021 roku 6,2% populacji gminy stanowiły osoby urodzone poza Szwajcarią. 

## Transport
Przez teren gminy przebiega droga główna nr 206.